# Poroschia
Poroschia is een Roemeense gemeente in het district Teleorman.
Poroschia telt 4638 inwoners.